# Афанасієвський Василь Васильович
Василь Васильович Афанасієвський (Афанасьєвський)  (30 грудня 1897, с. Погаричі, Рев'якінська волость, Путивльський повіт, Курська губернія, тепер у складі с. Веселе, Путивльська міська громада, Конотопський район, Сумська область – ЧСР) — український військовий, громадський і кооперативний діяч, інженер-економіст, хорунжий піхоти Армії УНР (13.04.1922).
Відповідно до українського законодавства визнаний борцем за незалежність України у XX столітті.

## Життєпис
Народився в сім’ї бідного священника, мав дев’ятеро братів і сестер. 1907 року поступив до Рильського духовного училища. 1909-го перевівся в Курське духовне училище, яке й закінчив 1912 року. Тоді ж вступив до Курської духовної семінарії, яку закінчив у квітні 1918 року. В майбутньому Василь Афанасьєвський був зарахований у Донський політехнічний інститут, але навчатися так і не почав, бо вступив в армію УНР, щоб «взяти активну участь в боротьбі за визволення України».
У грудні 1918 – листопаді 1920 воював у лавах Армії УНР. Починав свій військовий шлях у 4-му полку Січових стрільців Осадного корпусу військ Директорії. В складі полку був 3-й Сумський курінь на чолі із його земляком Василем Филоновичем.
По закінченні Спільної юнацької школи (21.10.1920 – 13.04.1922) скерований до 2-ї Волинської дивізії Армії УНР. На інтернуванні перебував у таборах Ланцут, Вадовиці та Каліш (Польща). 2 січня 1923 року написав спогад «Бій під Житомиром», де описав переможний бій українців над московськими окупантами під с. Станишівкою 22 березня 1919 року.
У червні 1924 року перебрався до ЧСР на навчання. Закінчив економічно-кооперативний відділ УГА в Подєбрадах (11.07.1927). Вносив фінансові пожертви на лікування побратимів, які залишились у таборах для інтернованих.
У 1929 році одружився. Станом на 1 липня 1932 працював інженером-лісівником у ЧСР. Колишній міністр фінансів УНР Борис Мартос згадував, що Василь Афанасієвський став представником великої торгової фірми. Після Другої світової війни залишився в окупованій росіянами ЧСР.
Подальша доля невідома.